# Ирландия на летних Олимпийских играх 1996
Ирландия на летних Олимпийских играх 1996 приняла участие в соревнованиях по 13ти видам спорта и заняла 28-е место в общекомандном медальном зачёте, получив три золотых и одну бронзовую медали.

## Медалисты

### Золото
| Золото |             |                                  |
| №      | Спортсмены  | Вид спорта (дисциплина)          |
| 1      | Мишель Смит | Плавание (400 м., вольный стиль) |
| 2      | Мишель Смит | Плавание (200 м. комплекс.)      |
| 3      | Мишель Смит | Плавание (400 м. комплекс.)      |

### Бронза
| Бронза |             |                              |
| №      | Спортсмены  | Вид спорта (дисциплина)      |
| 1      | Мишель Смит | Плавание (200 м. баттерфляй) |

## Внешние ссылки
- Ирландия на летних Олимпийских играх 1996  (англ.)